# Катастрофа Beechcraft C90A в Жулянах
Катастрофа Beechcraft B9L в Жулянах — aвиакатастрофа, произошедшая в воскресенье 9 декабря 2007 года в 17:04 по киевскому времени между городом Вишнёвое и территорией аэропорта Жуляны.
Самолёт Beechcraft C90A,
производивший чартерный рейс из Чехии, рухнул на поле сельскохозяйственного предприятия «Совки» в 2,5 км от взлетно-посадочной полосы и в 300 метров от киевской Окружной дороги. Самолёт на высоте приблизительно 1,5-2 м врезался в сторожевую будку и взорвался, в результате погибли все находившиеся на борту пассажиры и гражданка Украины, которая на момент катастрофы находилась в сторожке.

## Сведения о воздушном судне
Разбившийся самолёт принадлежал чешской компании MINIB LTD. Страна регистрации воздушного судна — Германия. Тип судна — Beechcraft C90A, вес — 4,7 т. Судно сертифицировано на срок от 25 октября 2007 года до 24 октября 2008 года и застраховано на сумму €9,5 млн. Самолёт выполнял чартерный рейс из города Градец-Кралове в киевский аэропорт Жуляны.

## Хронология событий
Авиалайнер вылетел из аэропорта города Градец-Кралове в 12.39 (UTC). В 14:28 второй пилот связался с диспетчером УВД сектора LIV «Киев-Радар», доложив о полёте на эшелоне 7 000 м. Диспетчер разрешил следовать по стандартному маршруту захода на посадку по приборам. В 14:37 экипаж получил разрешение снижаться по курсо-глиссадой системе до эшелона 3 900 м. Подтвердив указание диспетчера, экипаж приступил к снижению. При заходе на посадку в 14:59:22 лайнер отклонился от глиссады влево на 330 м и вверх на 20 м. В 14:59:26 диспетчер спросил экипаж о готовности к совершению посадки и через несколько секунд рекомендовал уходить на второй круг, однако рейс не отвечал. Попытки диспетчера связаться с экипажем были безуспешны.

## Катастрофа
В 14:59:34 самолёт, находясь в небольшом правом крене и снижаясь с вертикальной скоростью около 18 м/с, пересёк продолжение осевой линии взлётно-посадочной полосы аэропорта Жуляны и на скорости 407 км/ч столкнулся с кирпичным сооружением на удалении 2 590 м от порога ВПП. На месте падения прогремел мощный взрыв и начался пожар. Свидетелями катастрофы стали 2 охранника, которые сразу вызвали пожарных. Первым приехал аварийный пожарный автомобиль из аэропорта Жуляны. По словам очевидцев, авиалайнер ударился в сторожку и упал с высоты около 2,5 м.
На борту находился представитель чешской компании MINIB Ltd — господин Новак (1958 г. р.), его супруга (1962 г. р.), ещё одна женщина и два пилота. Все они погибли в результате столкновения самолёта со строением и возникшего пожара.